# Ascosferosis
La ascosferosis (cría encalada o cría yesificada) es una enfermedad de las abejas producida por el hongo Ascosphaera apis.

## Etiología
Esta enfermedad (micosis) es producida por un hongo heterotálico Ascosphaera apis, que pertenece al Orden Onygenales, Familia Ascosphaeraceae, como todo hongo produce esporas que son elementos de resistencia y dispersión, los cuales al ser ingeridos por las larvas con el alimento producen la reinfección. 
Las ascosporas, de color cristalino, traslúcidas y en forma elipsoidal, tienen un tamaño de 2 x 3 µm, siendo capaces de adherirse por ello y ser transportadas de una celda a otra por las abejas nodrizas que alimentan la cría. 

## Patogenia
Las larvas al ingerir las esporas contraen la enfermedad. El micelio del hongo
atraviesa las membranas intersegmentarias del cuerpo de la larva produciéndole la muerte, esta se transforma en una momia (larva seca) de color blanco y negro debido a los cuerpos fructíferos del hongo (ascocistos). 
Las larvas mueren dentro de las celdas de los panales de cera antes de ser operculada. Por ello los marcos infectados por Ascosphaera si son sacudidos hacen ruido, como un pequeño sonajero.

## Epizootiología
Las obreras nodrizas limpian las celdas de momias muertas tirándolas al piso de la colmena, siendo este el mejor diagnóstico que puede hacer el apicultor visualmente. También se observan momias en la piquera de la  colmena, o al frente de esta; dado que han sido arrojadas.
Este comportamiento de limpieza hace que las obreras nodrizas trasladen las esporas del hongo de una celda a otra.
La transmisión entre colmenas del apiario se puede dar por deriva de las pecoreadoras, por pillaje y por el propio apicultor al llevar cuadros de una colmena enferma a una sana, cuando hace núcleos. Varroa destructor es un vector de importancia de la enfermedad.

## Sintomatología
Se ve la presencia de momias secas en el piso de la colmena, en la piquera o frente a la colmena. Si observamos detenidamente los cuadros vemos el micelio del hongo (hifas)
Las colmenas infectadas por Ascosphaera apis nunca alcanzan un buen desarrollo poblacional.
Cría saltada en los marcos de cría por muerte de crías operculadas.

## Diagnóstico
Clínico: Presencia de momias, en los cuadros de cría de las colmenas afectadas, presencia en el piso y piquera en virtud que las obreras limpiadoras las remueven, demuestra la presencia de cría encalada como se la llama (en España) y cría yesificada (parecen larvas de yeso) como se la llama en (Sudamérica).
Laboratorial: El diagnóstico se hace en microscopía, buscando los micelios del hongo. 
Diferencial: Es necesario no confundir el hongo Ascosphaera apis, con otro tipo de hongo, como puede se Aspergillus flavus, agente etiológico de la micosis llamada cría pétrea. También se puede presentar por factores contaminantes externos

## Tratamiento
Existen numerosos antimicóticos que han sido probados con buenos resultados. En virtud del bajo daño que tiene esta enfermedad no se han formulado micóticos específicos para abejas por los laboratorios, debiendo formularlos el apicultor a partir de micóticos para uso humano.
Por ser un hongo es una enfermedad ligada a la temperatura y humedad de la colmena.

## Profilaxis
Es conveniente retirar los marcos de cría contaminados con el hongo y fundirlos. Hay apicultores que hacen un paquete de la colmena (enjambre artificial) y junto al alimento suministran el antifúngico. Después de 24 horas trasladan el paquete a una nueva cámara de cría con cera estampada. Se debe reducir el estrés (prevención de factores predisponentes) y la masa infectante (disminución de la carga de esporas).

## Selección genética
La suceptibilidad de las colonias a la cría yesificada es variable, un mismo apiario presenta colonias altamente infectadas y otras apenas. Esto nos permitiría seleccionar abejas resistentes a esta micosis. Desarrollar abejas con alto comportamiento higiénico y con un grado de resistencia, es una buena posibilidad de control de este y otros patógenos.